# Дом музыки (Венгрия)
Дом музыки в Венгрии (Дом венгерской музыки, венг. Magyar Zene Háza) — интерактивный выставочный, концертный и музыкально-педагогический центр в Будапеште. Размещается в городском парке Варошлигет в футуристическом здании, возведённом для него в 2019—2021 годах по оригинальному проекту японского архитектора Соу Фудзимото.
Проект «Лигет Будапешт» в Варошлигете, первой реализованной частью которого является здание Дома музыки, стал крупнейшей в Европе инициативой в области культурного городского развития, не имеющий в Венгрии аналогов с 1896 года, когда к 1000-летию обретения венграми родины открылся Варошлигет. По мысли Ласло Баана, представителя правительства Венгрии, ответственного за реализацию проекта «Лигет Будапешт», музыка, наиболее известный вид венгерского искусства, наконец-то обрела достойную своей истории сцену. На торжественной церемонии открытия Дома музыки 23 января 2022 года выступил премьер-министр Виктор Орбан. Директором Дома  музыки назначен Андраш Батта, возглавлявший до этого времени в течение десяти лет Музыкальную академию Ференца Листа.
Подготовленный Соу Фудзимото проект дома музыки в Будапеште победил в международном архитектурном конкурсе с более чем полутора сотнями участников. В нём Соу Фудзимото воплотил идею единения с природой: примечательная изогнутая золотая крыша здания с «невидимыми» стеклянными стенами опирается на многочисленные стройные колонны-деревья. Её сравнивают с гигантскими куском сыра с дырками, блином или надкусанным грибом диаметром в 80 метров. Неправильной формы эллипсовидные потолочные окна создают у посетителей эффект лучей света, пробивающихся сквозь кроны деревьев. Своды Дома музыки украшают тридцать тысяч золотых листьев, создающих аллюзию на золотые орнаменты югендстиля в большом зале академии Ференца Листа. Проекты Соу Фудзимото обычно минималистически выдержаны по-японски в белом цвете, золотые оттенки оформления в будапештском проекте — дань архитектора венгерским традициям и уступка заказчикам. В 2019 году проект Дома  музыки Соу Фудзимото получил премию International Property Awards как лучшее здание общественного назначения в Европе. В марте 2022 года здание Дома  музыки удостоилось специальной премии жюри международной выставки недвижимости MIPIM в Каннах, став первым проектом-лауреатом от Венгрии за 30-летнюю историю проведения этого мероприятия.
В здании Дома музыки площадью в тысячу квадратных метров на подземном уровне расположены выставочные помещения музея музыки с постоянной интерактивной экспозицией, на первом этаже находятся два концертных зала на 300 и 100 посадочных мест, а верхний этаж отдан исследовательской и образовательной сфере. Постоянная выставка Дома музыки под названием «Звуковые размеры — музыкальные путешествия в пространстве и времени» проводит посетителей в наушниках по лабиринту через семь ключевых моментов истории европейской и  музыки последних двух столетий на основе трёх сотен музыкальных фрагментов. Уникальным элементом экспозиции является «звуковой купол», оснащенный тремя десятками колонок для воспроизведения звука и восемью проекторами для создания 360-градусного панорамного изображения. Первая планируемая на осень 2022 года временная выставка будет посвящена народной музыке последних десятилетий социалистической Венгрии.

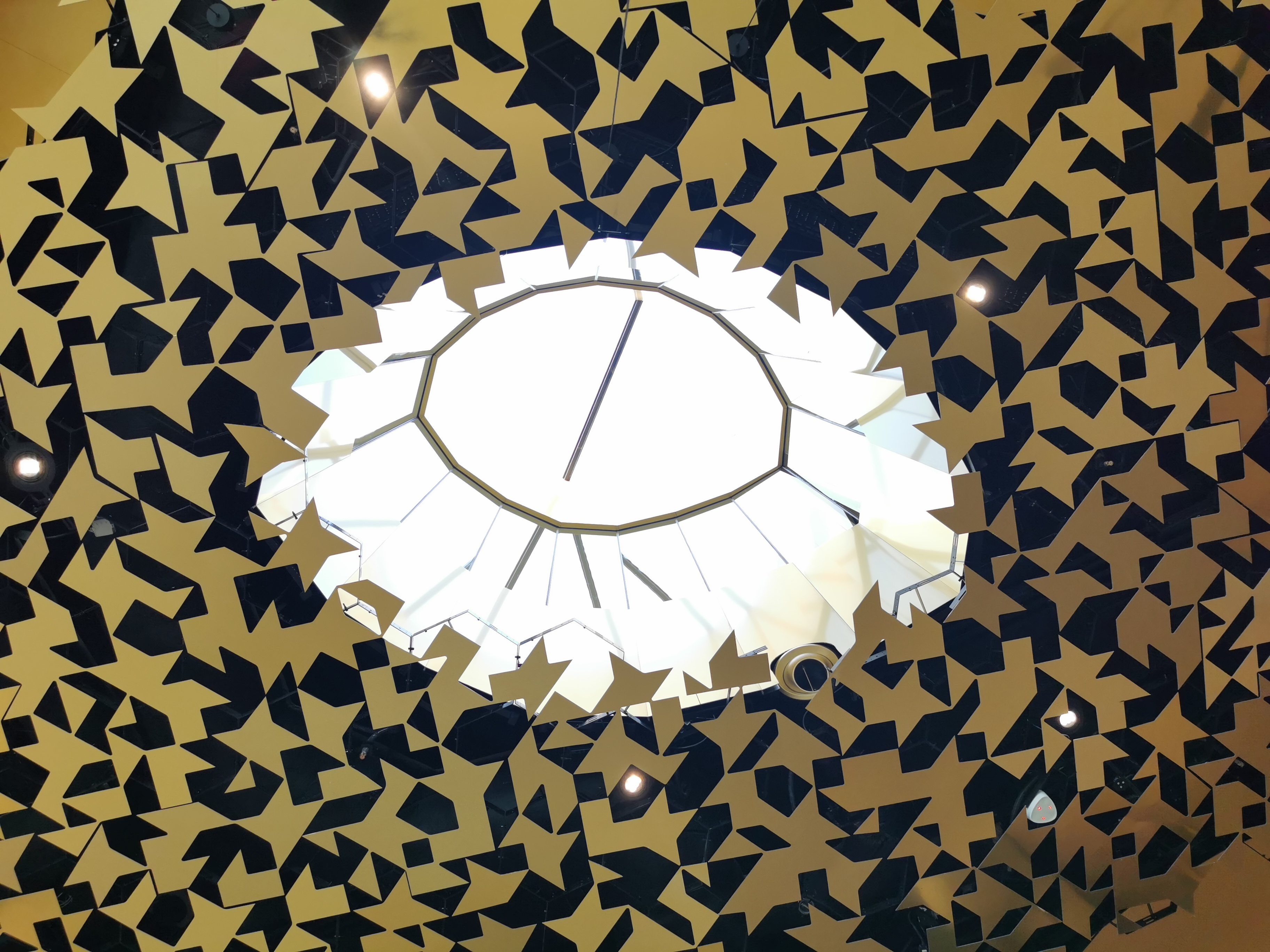
Золотые листья на потолке
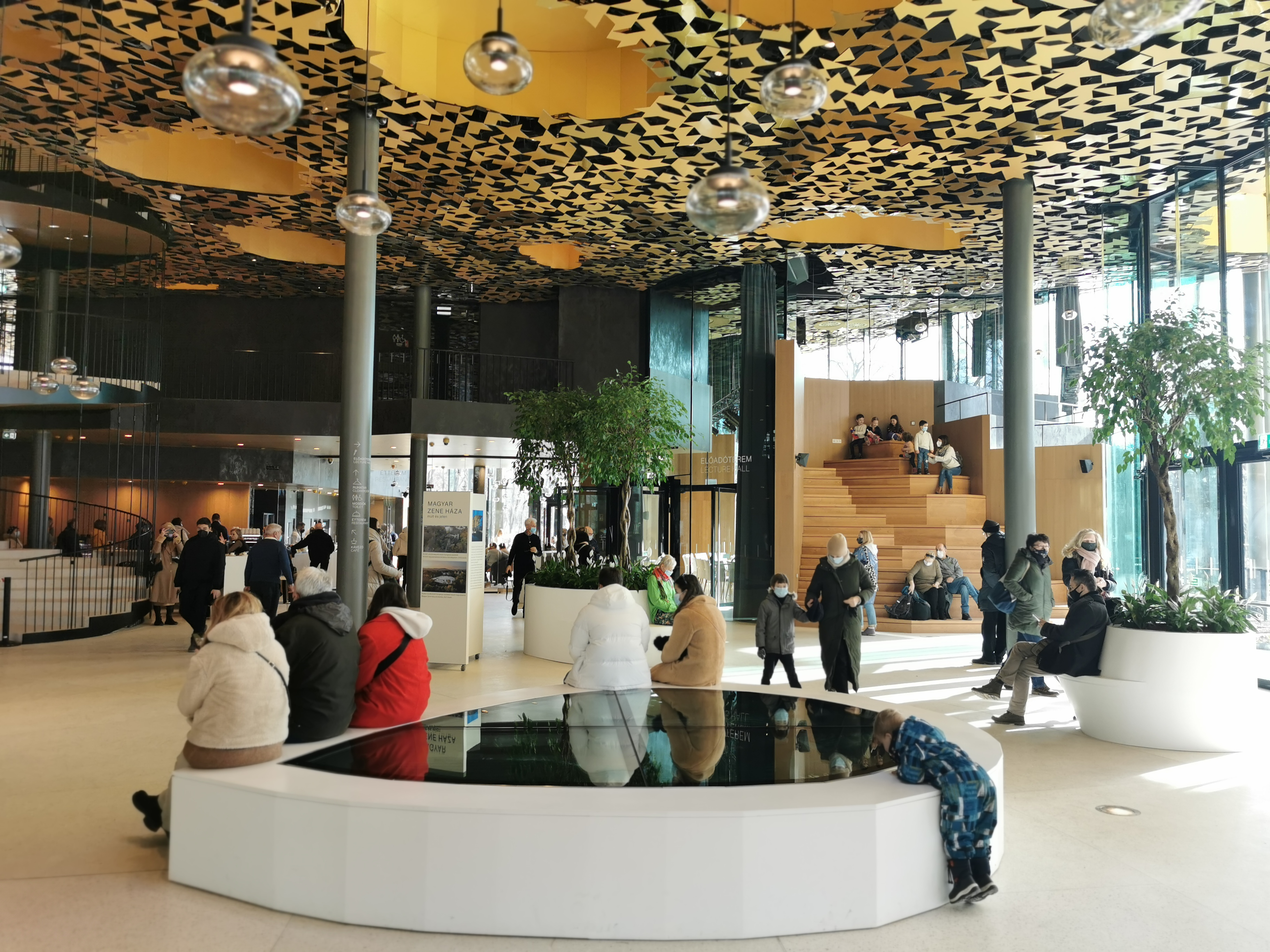
Фойе
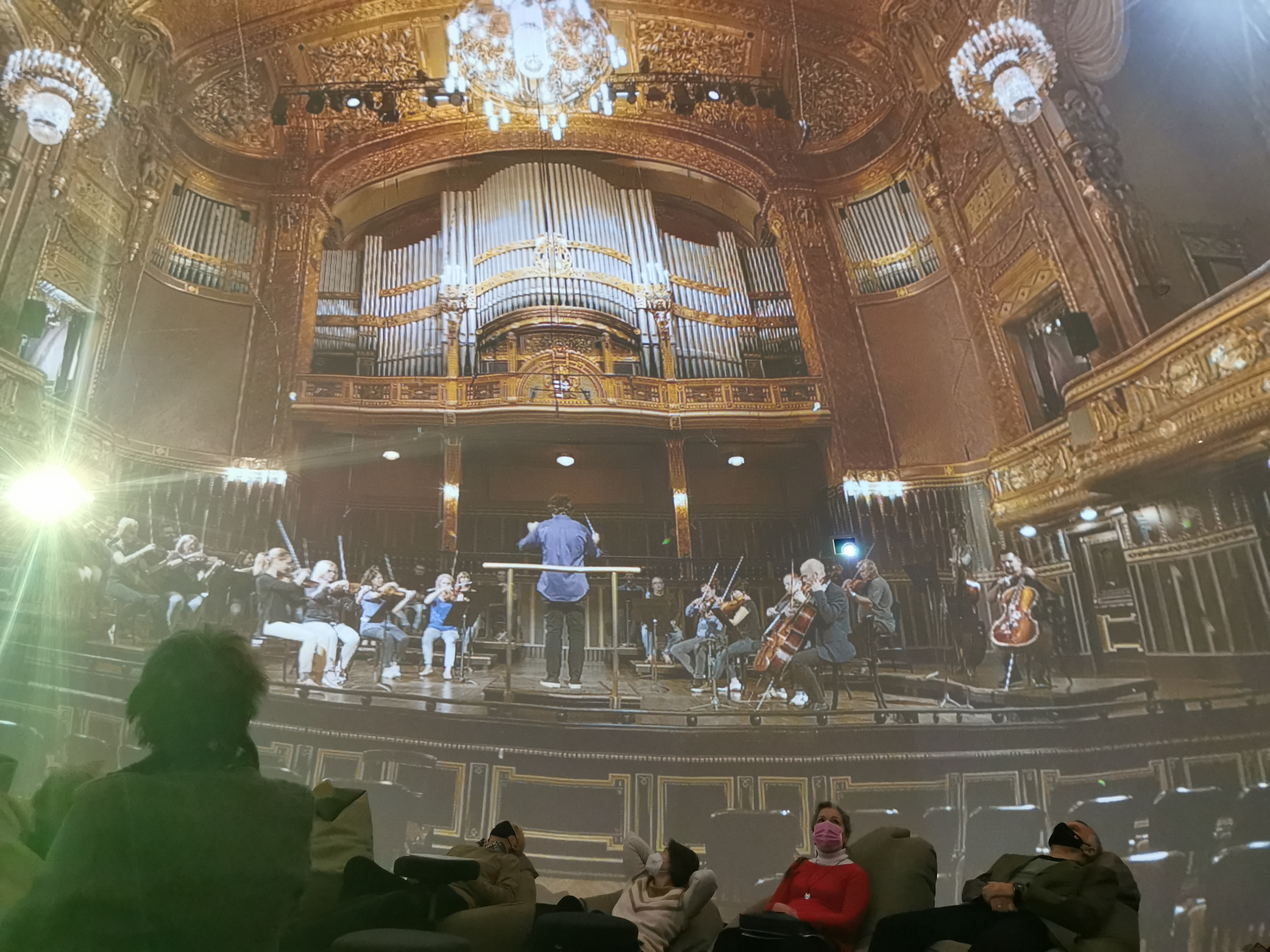
В звуковом куполе